# トニー・ジェイ
トニー・ジェイ（Tony Jay、1933年2月2日 - 2006年8月13日）は、イギリスの俳優、声優。

## 出演作品
- ジャングル・ブック2（シア・カーン）
- トレジャー・プラネット（ナレーター）
- インヴェイジョンUSA（ドラギット）
- ノートルダムの鐘（クロード・フロロー）
- トムとジェリーの大冒険（リックブート）
- 怪しき逃亡者
- スーパーコップ９０
- 愛はエーゲ海に燃ゆ
- マイ・ウェイ2
- 美女と野獣（ムッシュー・ダルク）
- 花嫁はエイリアン
- おやゆび姫 サンベリーナ（カウ）
- バンデットQ
- ツインズ（ワーナー）
- リセス 〜ぼくらの夏休みを守れ!〜（ロゼッタル博士）
- リブート（メガバイト）
- ファンタスティック・フォー
- 風の谷のナウシカ（英語版、ナレーター）
- テイルスピン（カーン社長）